# Cantone di Montréal (Aude)
Il Cantone di Montréal è una divisione amministrativa dell'arrondissement di Carcassonne.
A seguito della riforma approvata con decreto del 21 febbraio 2014, che ha avuto attuazione dopo le elezioni dipartimentali del 2015, è passato da 9 a 27 comuni.

## Composizione
I 9 comuni facenti parte prima della riforma del 2014 erano:
- Arzens
- Alairac
- Lavalette
- Montclar
- Montréal
- Preixan
- Rouffiac-d'Aude
- Roullens
- Villeneuve-lès-Montréal

Dal 2015 i comuni appartenenti al cantone sono i seguenti 27:
- Alzonne
- Arzens
- Brousses-et-Villaret
- Les Brunels
- Carlipa
- Caux-et-Sauzens
- Cenne-Monestiés
- Cuxac-Cabardès
- Fontiers-Cabardès
- Fraisse-Cabardès
- Labécède-Lauragais
- Lacombe
- Laprade
- Montolieu
- Montréal
- Moussoulens
- Pezens
- Raissac-sur-Lampy
- Saint-Denis
- Saint-Martin-le-Vieil
- Sainte-Eulalie
- Saissac
- Verdun-en-Lauragais
- Villemagne
- Villeneuve-lès-Montréal
- Villesèquelande
- Villespy